# Milneedwardsia
Milneedwardsia — рід актиній родини Edwardsiidae. Включає три види.

## Види
- Milneedwardsia andresi
- Milneedwardsia carneata
- Milneedwardsia fusca